# علم جمهورية مولوسيا

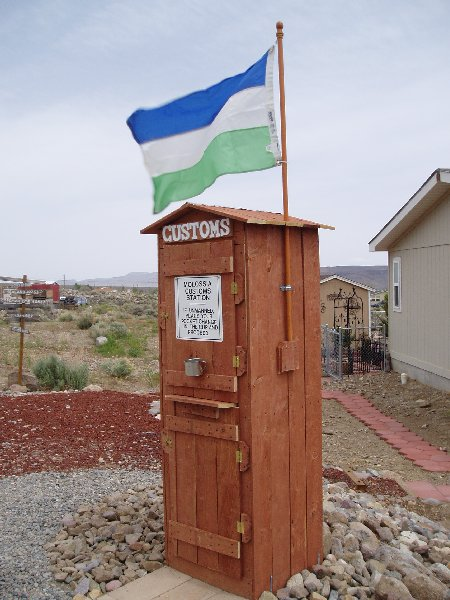
علم جمهورية مولوسيا يرفرف

علم جمهورية مولوسيا (بالإنجليزية: The Grand Triune)‏ إعتمد العلم في أيام إستقلال البلاد من الحكم الملكي وتحوله إلى الحكم الدكتاتوري، ويتكون العلم من ثلاثة ألوان هي الأزرق، الأبيض والأخضر.

## الألوان
الأزرق: القوة والسماء فوق الصحراء
الأخضر: الإزدهار والمناظر الطبيعية الخلابة الخضراء بعد المطر في الخريف
الأبيض: النقاء والجبال التي تغطي أغلب مولوسيا